# Salomé (blauw druivenras)
Het Zwitserse blauwe druivenras Salomé (ook wel Siramé) werd eind jaren 70 door Anton Meier op zijn kweekstation in Würenlingen gewonnen. Onder de stamouders zijn zowel Europese als Amerikaanse soorten; met name Seyval schijnt een belangrijk aandeel te hebben gehad. In Zwitserland zijn er betekenisvolle aanbouwgebieden in de kantons Zürich en Aargau. Dit ras wordt in Nederland en België ook vaker gebruikt wegens zijn vorstbestendigheid en middelvroegrijpendheid.
De vruchten, dikke bessen (tot 15mm in doorsnee) in grote losse trossen, zijn zowel geschikt als tafeldruif als om wijn mee te maken. Salomé heeft goede resistentie tegen schimmelziekten als valse en echte meeldauw. Het ras wordt ook in Nederland en België meer en meer ontdekt als een geschikt vorstbestendig en middelvroegrijpend ras. De struik groeit krachtig en nogal warrig rechtop.
In wijn wordt Salomé vooral gebruikt als bijmenging en vergeleken met Merlot: fruitig met voldoende tannine en een dieprode kleur.